# 로카스칼레냐
로카스칼레냐(이탈리아어: Roccascalegna)는 이탈리아 아브루초주 키에티도에 있는 코무네이다.